# Camptoptera kannada
Camptoptera kannada är en stekelart som beskrevs av Subba Rao 1989. Camptoptera kannada ingår i släktet Camptoptera och familjen dvärgsteklar. Inga underarter finns listade.